# Strymon (djur)
Strymon är ett släkte av fjärilar. Strymon ingår i familjen juvelvingar.

## Bildgalleri

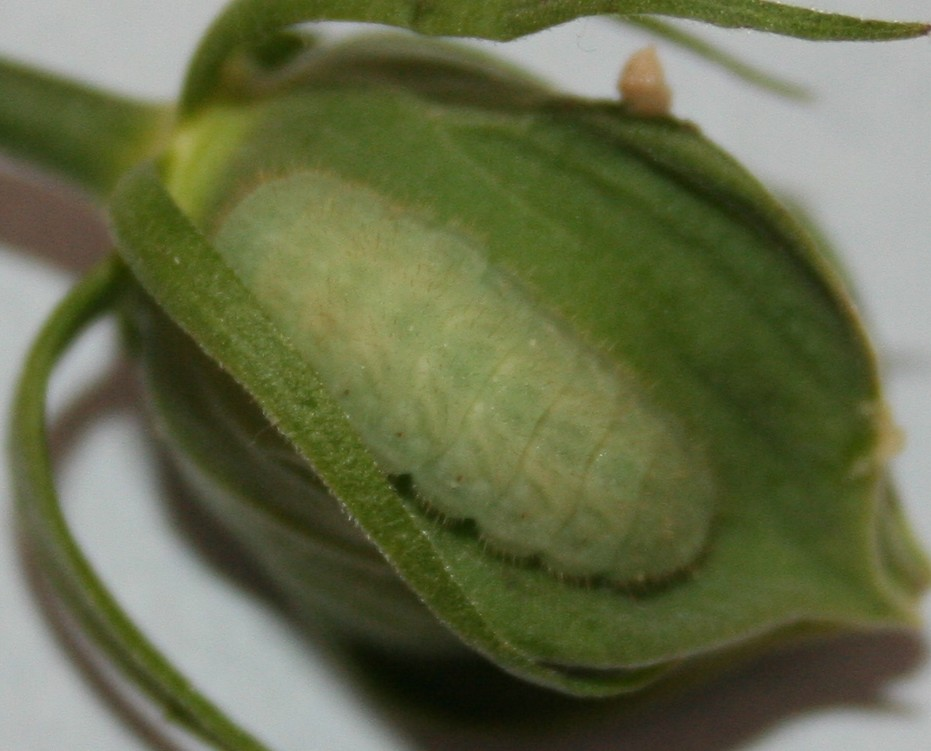
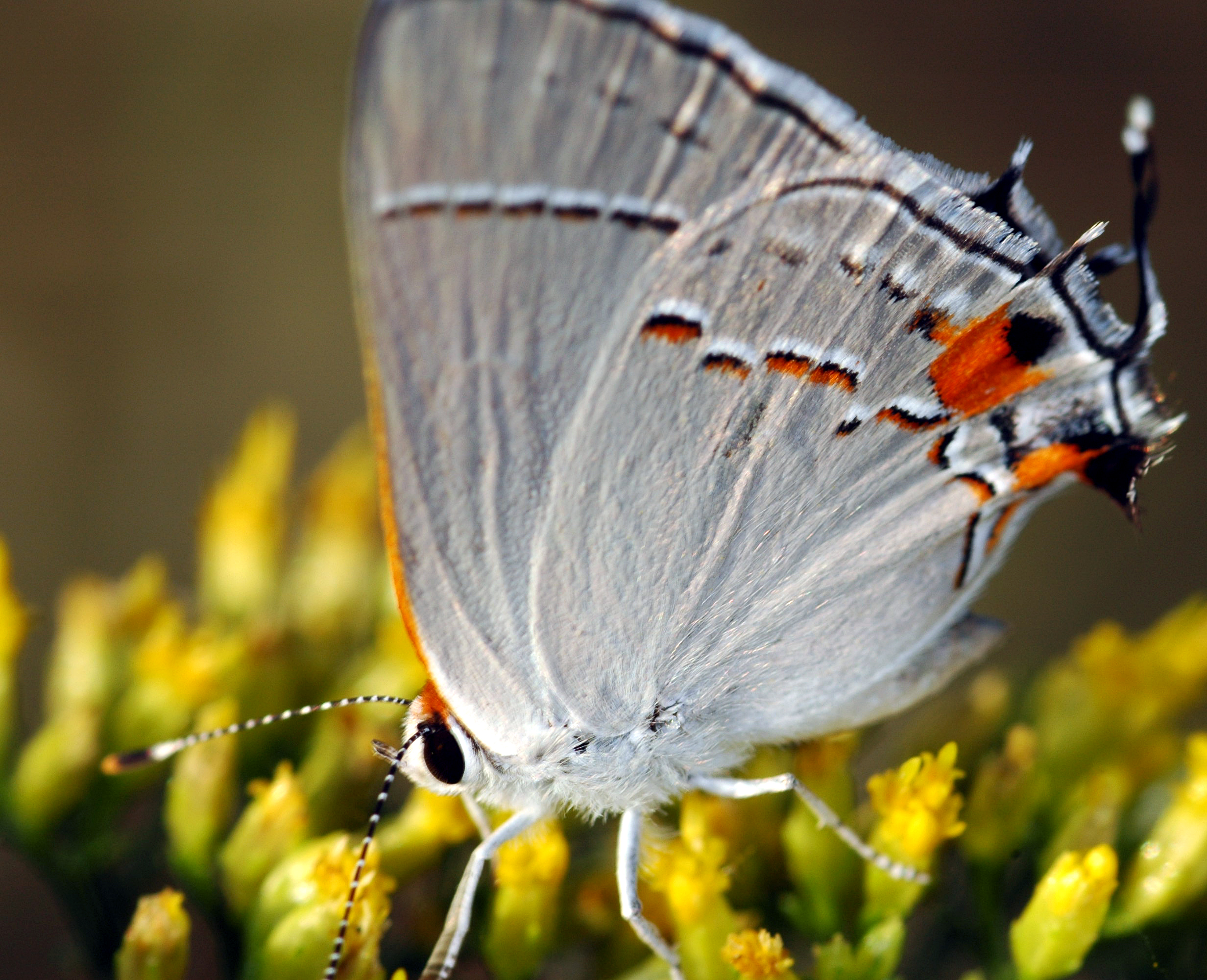

## Dottertaxa tillStrymon, i alfabetisk ordning[1]
- Strymon acaciae
- Strymon acaciaeformis
- Strymon acadica
- Strymon aeroides
- Strymon affinis
- Strymon albofasciata
- Strymon albosparsa
- Strymon albovirgata
- Strymon alea
- Strymon alineata
- Strymon aliparops
- Strymon amphyporphyra
- Strymon andrewi
- Strymon atrofasciata
- Strymon austrinus
- Strymon badiofasciata
- Strymon baptistorum
- Strymon beccarii
- Strymon bialbolineata
- Strymon borus
- Strymon brevicaudis
- Strymon buchholzi
- Strymon californica
- Strymon caryaevorus
- Strymon chlorophora
- Strymon cilicica
- Strymon clarionensis
- Strymon coolinensis
- Strymon coronos
- Strymon cyanofusca
- Strymon cycnus
- Strymon dejeani
- Strymon deleta
- Strymon delineata
- Strymon desertorum
- Strymon erythrophobia
- Strymon esakii
- Strymon excessa
- Strymon falacer
- Strymon favonius
- Strymon fentoni
- Strymon fletcheri
- Strymon formosana
- Strymon fountaineae
- Strymon franki
- Strymon frigidior
- Strymon fulva
- Strymon fulvior
- Strymon fulvofasciata
- Strymon fulvofenestrata
- Strymon fumosa
- Strymon gerhardi
- Strymon godarti
- Strymon golbachi
- Strymon heathii
- Strymon humuli
- Strymon hyperici
- Strymon ilicoides
- Strymon inalpina
- Strymon inorata
- Strymon inornata
- Strymon italica
- Strymon kingi
- Strymon lacyi
- Strymon lariyojoa
- Strymon latefasciata
- Strymon latifasciata
- Strymon liparops
- Strymon lois
- Strymon lorrainea
- Strymon lutea
- Strymon lynceus
- Strymon mackwoodi
- Strymon major
- Strymon marcidus
- Strymon mardinus
- Strymon maura
- Strymon meinersi
- Strymon melinus
- Strymon minor
- Strymon minuta
- Strymon montanensis
- Strymon muskoka
- Strymon nicolayi
- Strymon nostras
- Strymon obsoleta
- Strymon oenone
- Strymon pallida
- Strymon pan
- Strymon paupera
- Strymon peristictos
- Strymon phellodendri
- Strymon phyllodendri
- Strymon powelli
- Strymon privata
- Strymon progressa
- Strymon provo
- Strymon pruina
- Strymon prunoides
- Strymon ptorsas
- Strymon reducta
- Strymon rhaptos
- Strymon saepium
- Strymon semialbofasciata
- Strymon semialbovirgata
- Strymon setonia
- Strymon silenus
- Strymon souhegan
- Strymon strigosa
- Strymon suffusa
- Strymon sutschani
- Strymon swetti
- Strymon sylvinus
- Strymon tanakai
- Strymon youngi